# Altenstadt, Weilheim-Schongau
Altenstadt là một đô thị ở huyện Weilheim-Schongau, bang Bayern, Đức.

## Thư viện hình ảnh

Altenstadt, Weilheim-Schongau
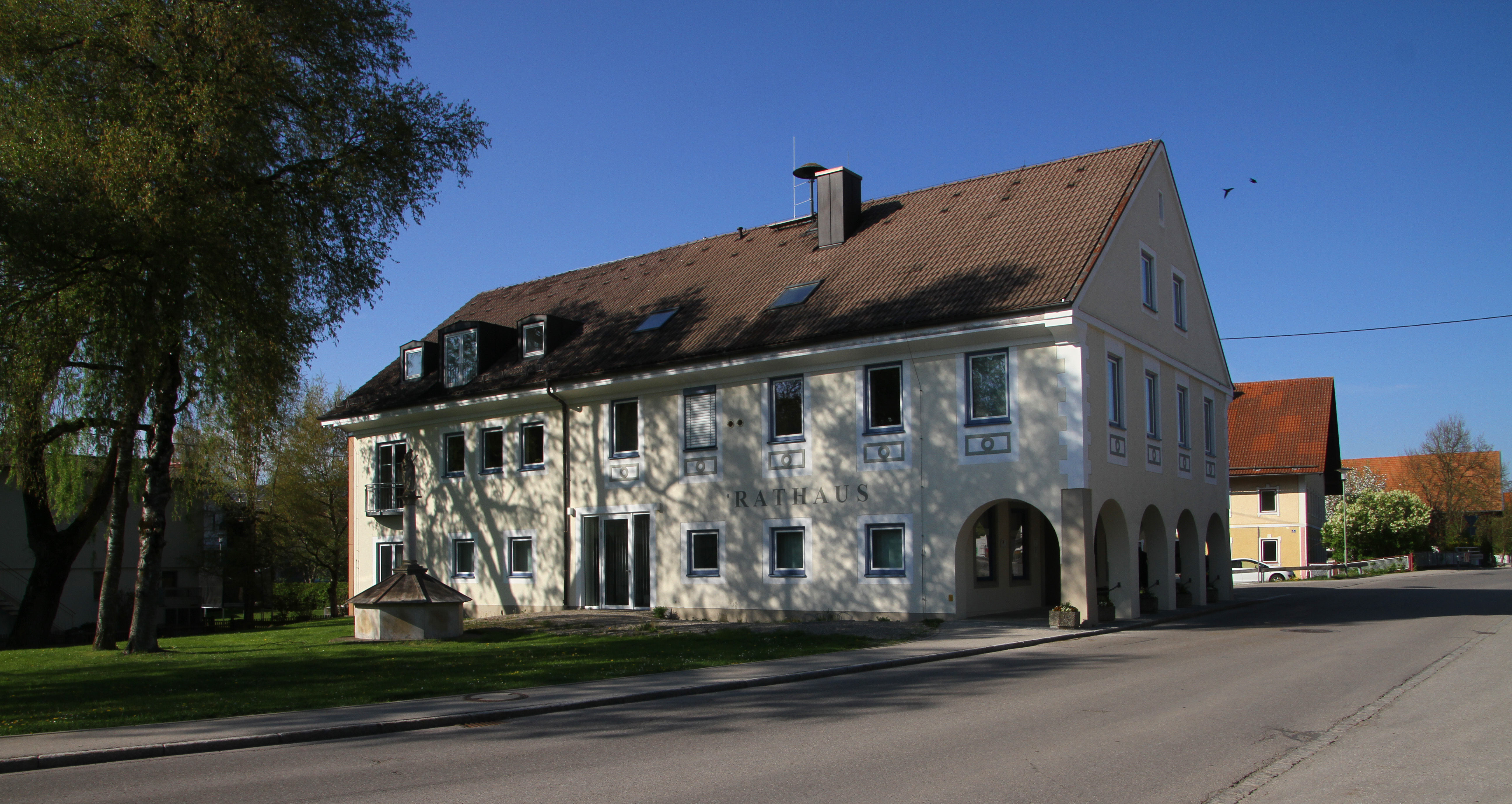
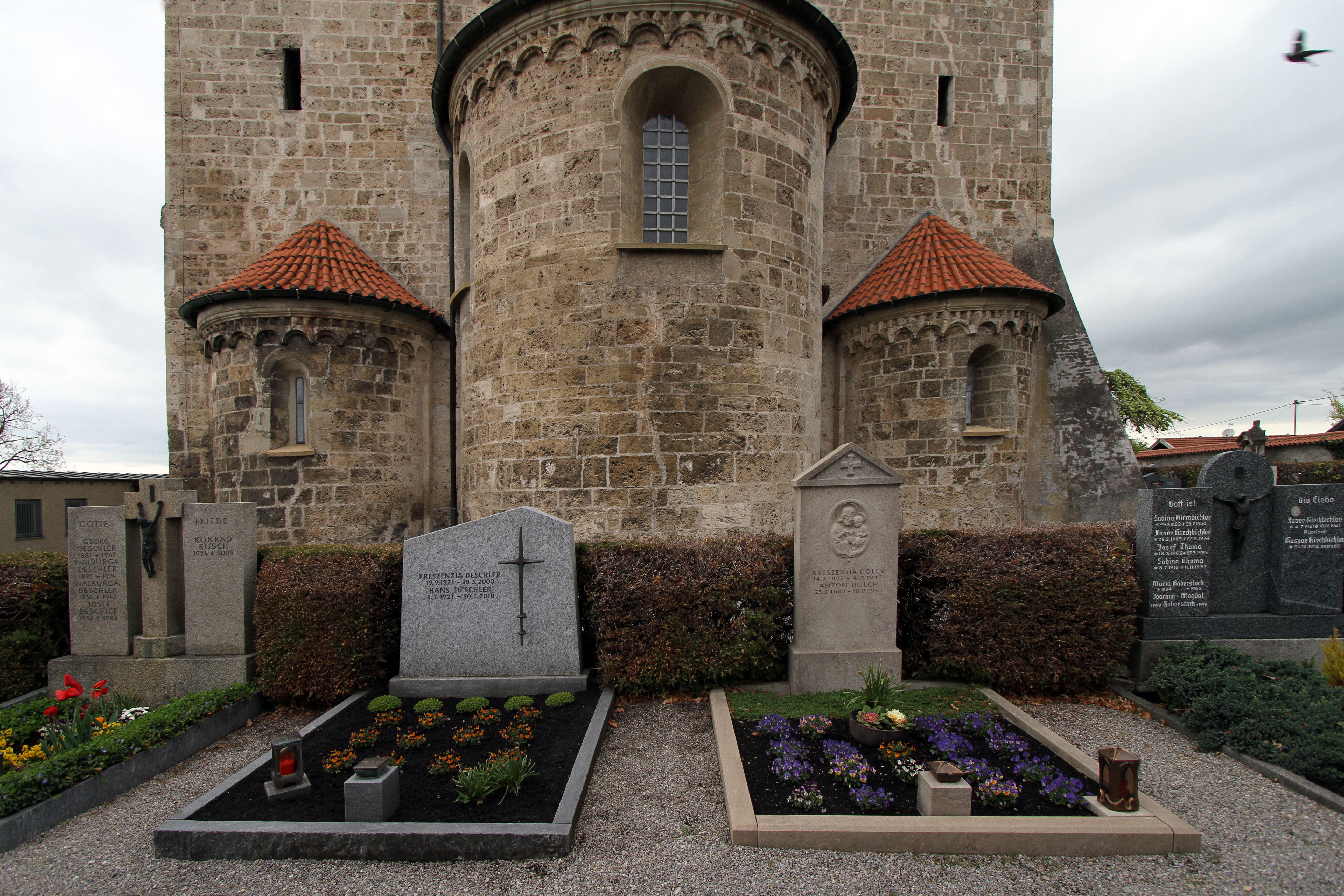
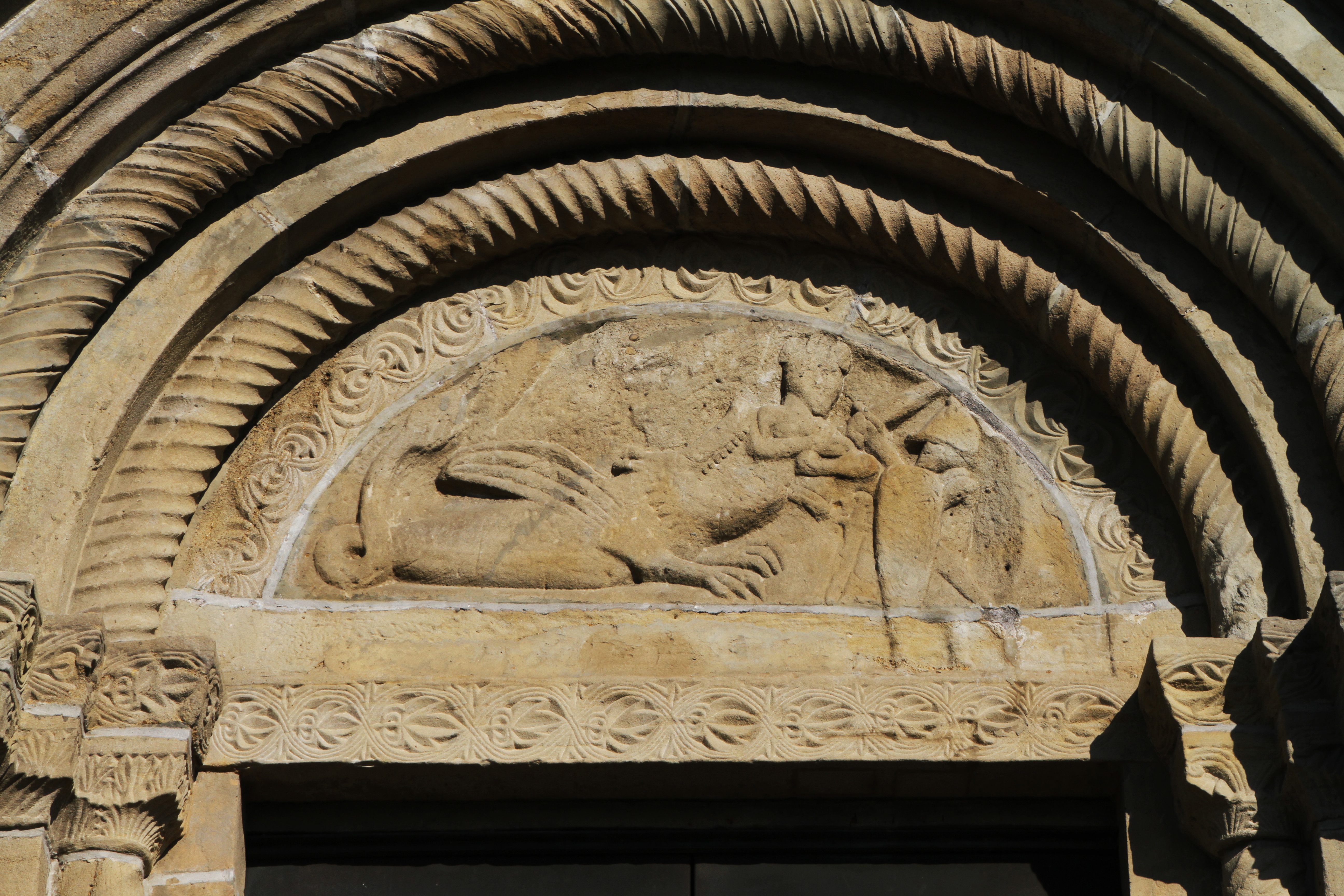
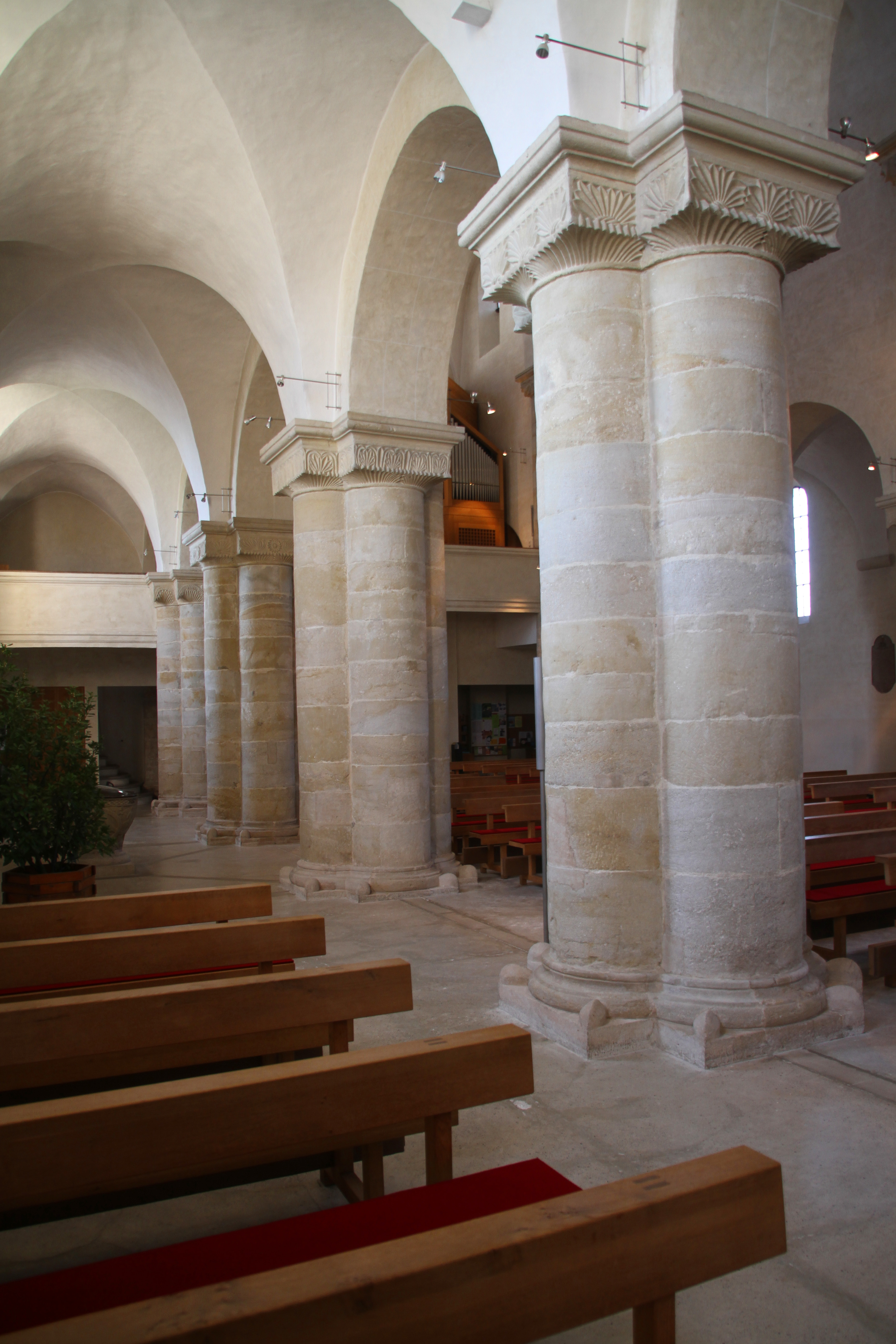
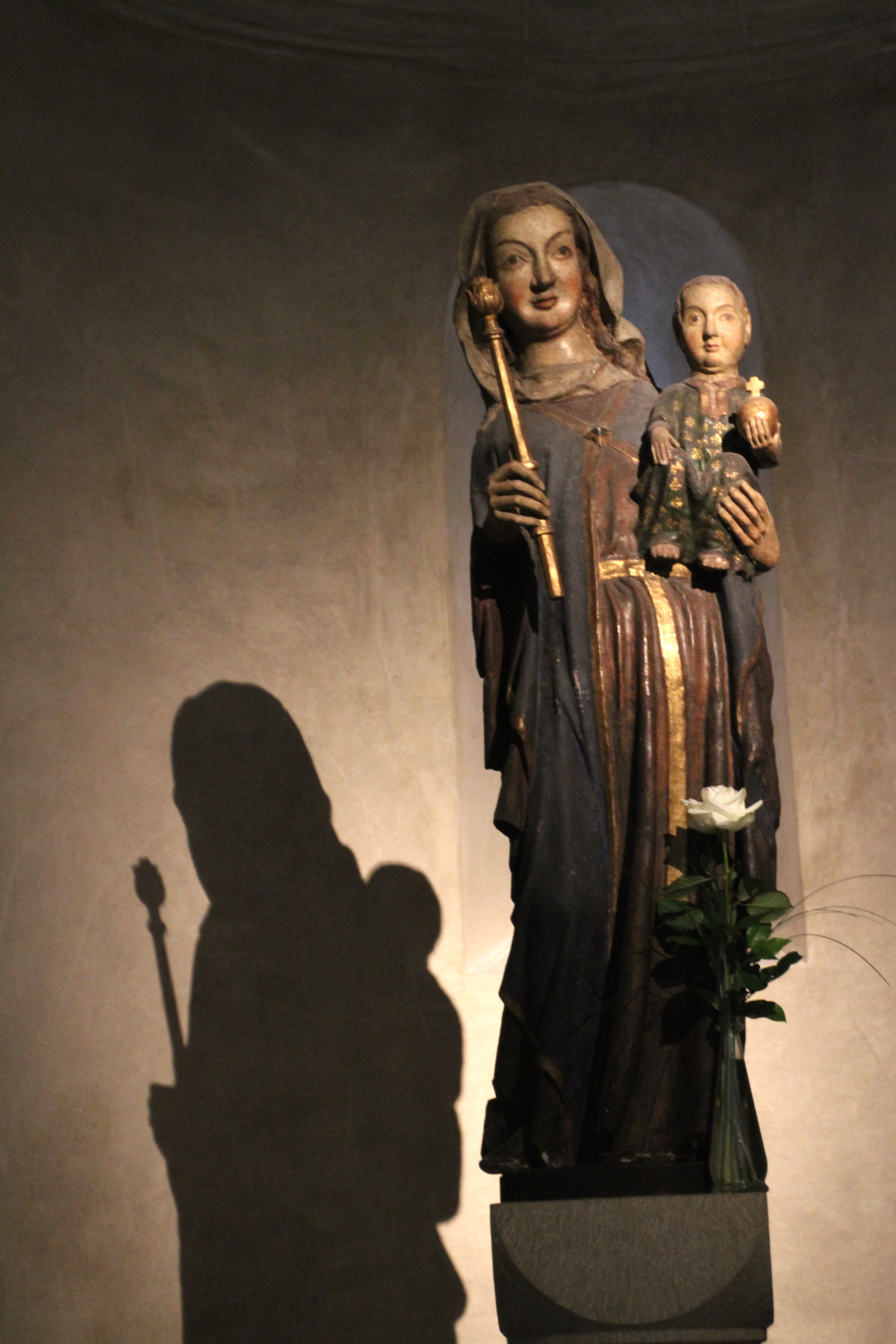
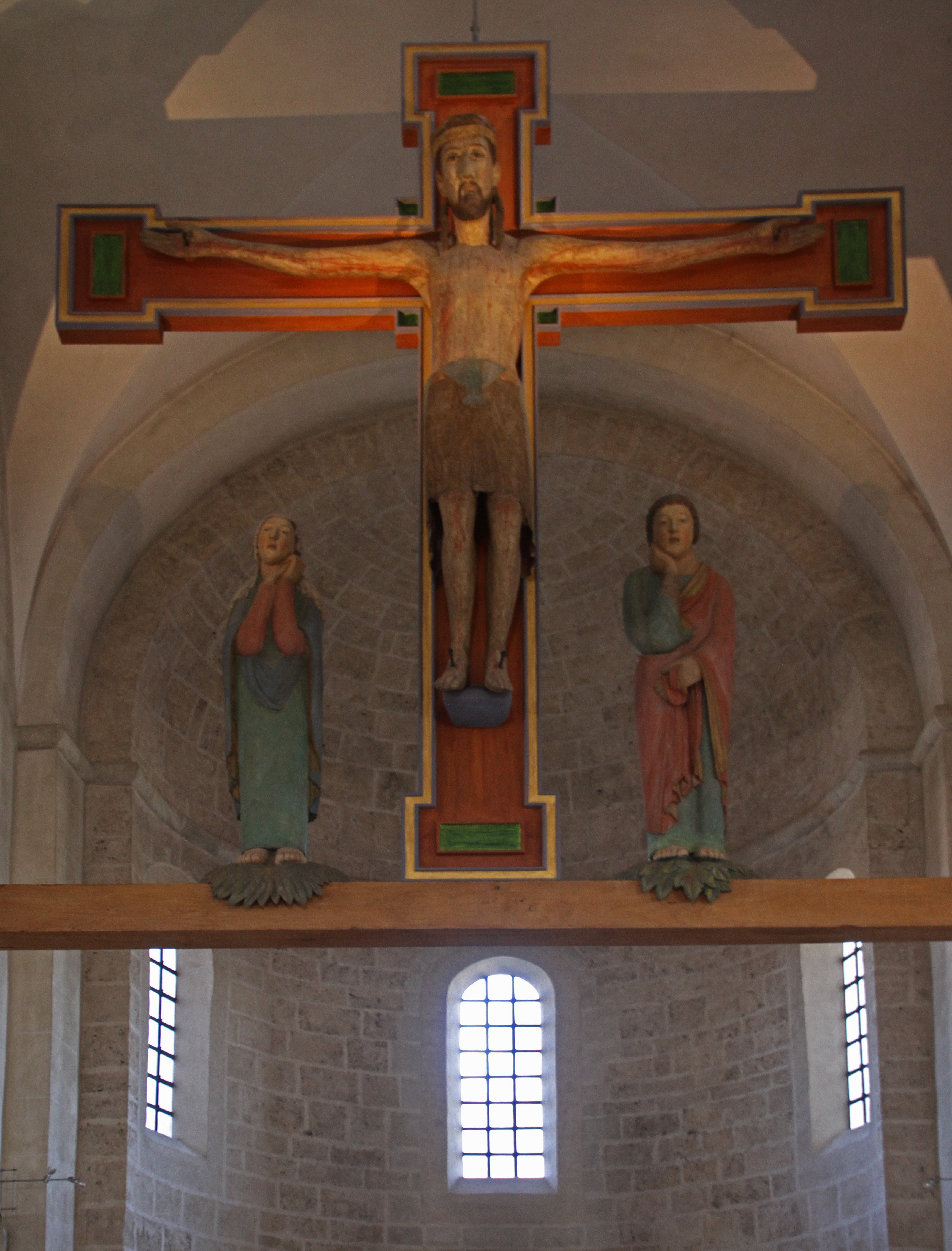
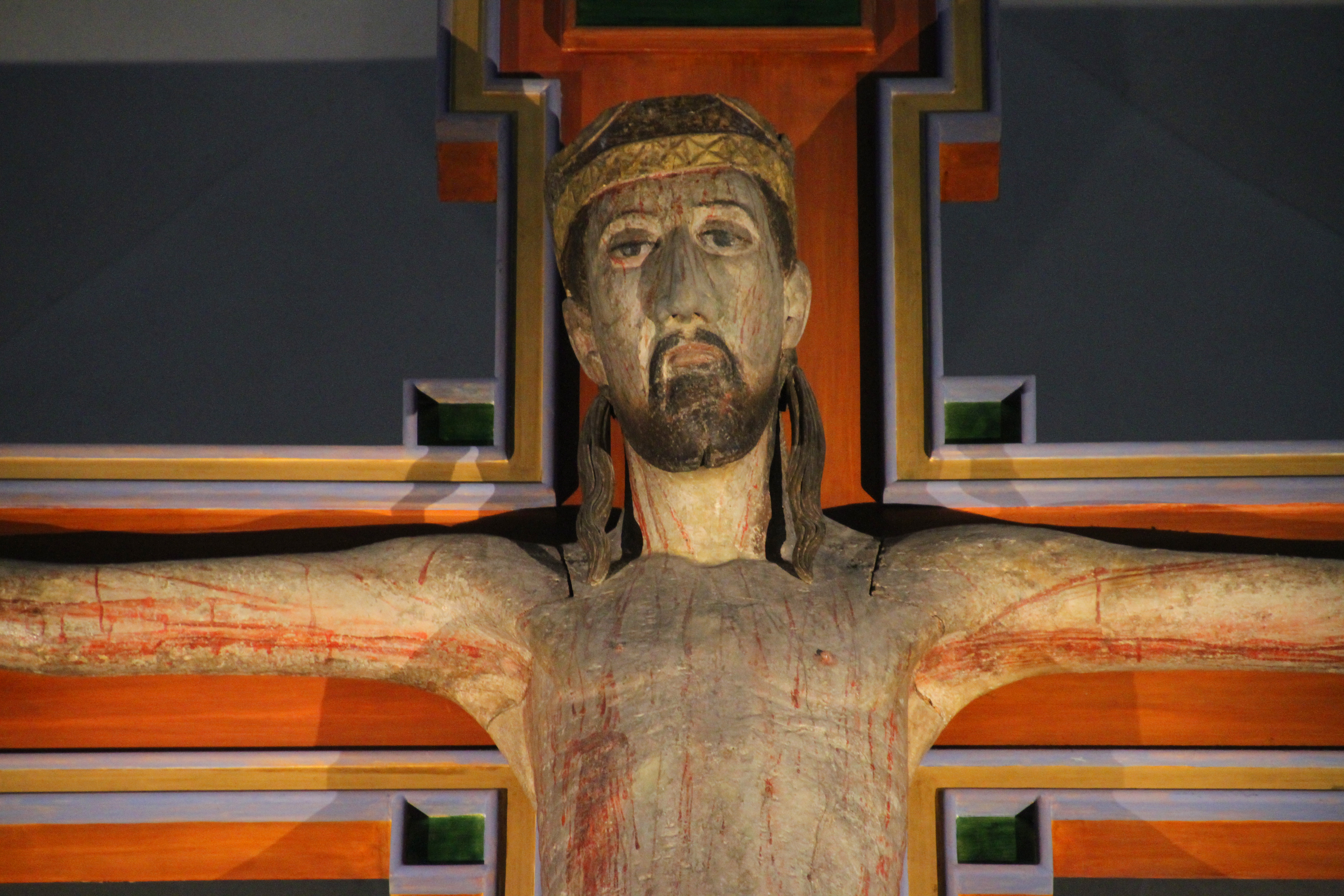
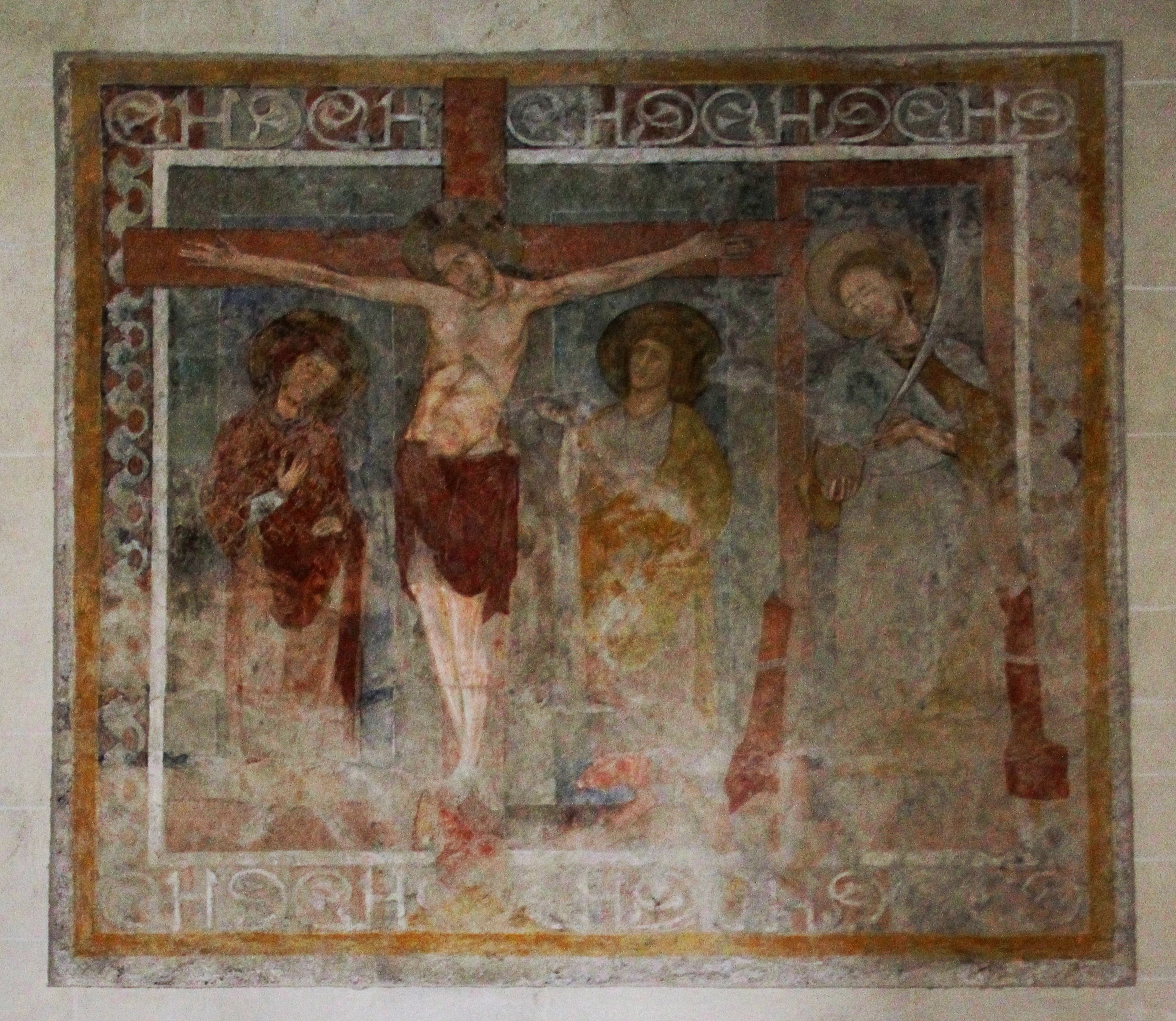
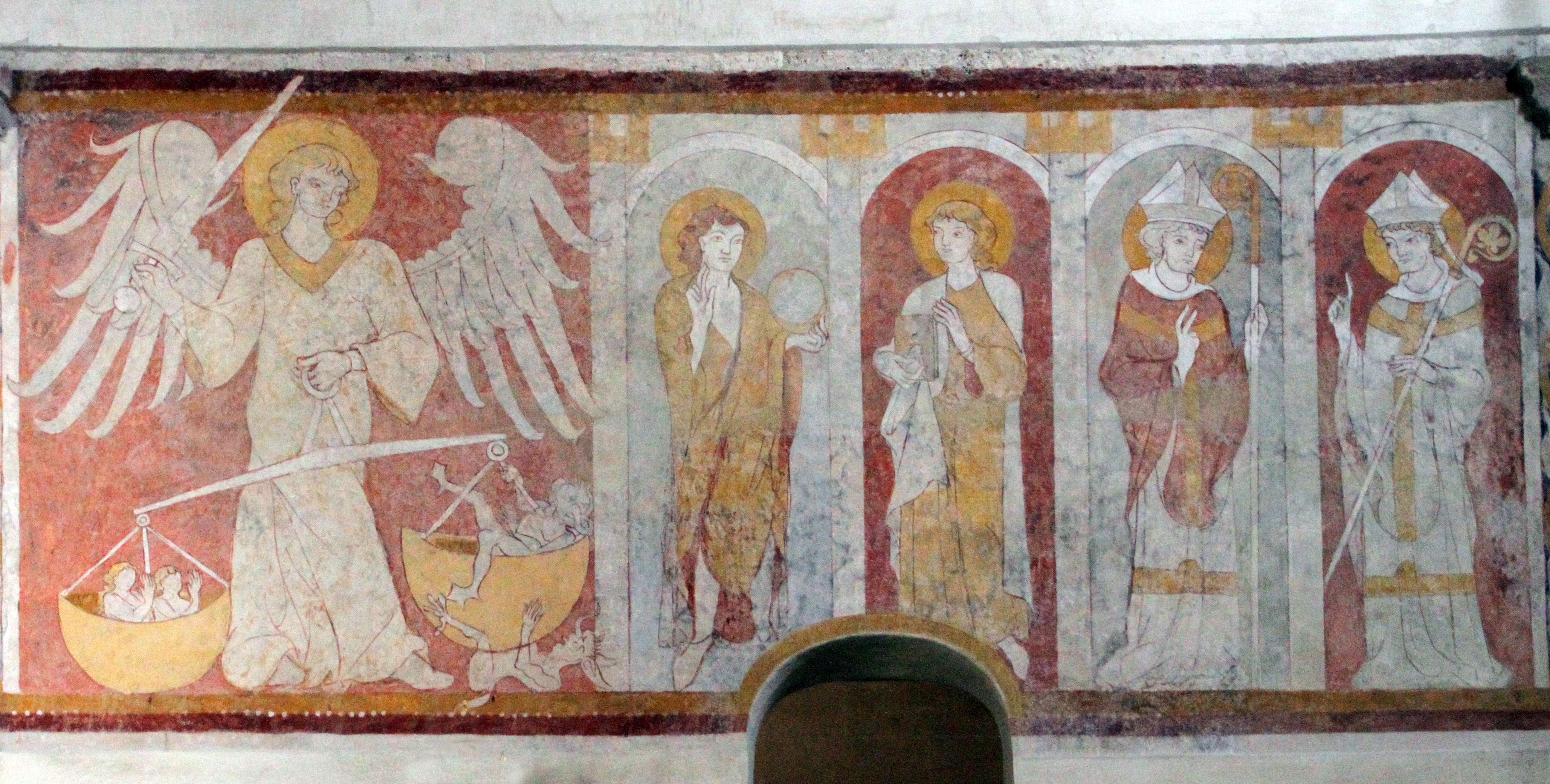